# Referéndum de independencia de Anguila de 1967
El 11 de julio de 1967 fue celebrado un referéndum en la antigua colonia de San Cristóbal, Nieves y Anguila, mas específicamente en la isla de Anguila.
La independencia fue aprobada por un 99.78% de los votantes, correspondiente al 75.0% de participación, sin embargo, el resultado no fue reconocido ni por las autoridades coloniales de San Cristóbal y Nieves ni por el gobierno británico.

## Antecedentes
El 30 de mayo, dos meses antes del referéndum, las autoridades coloniales fueron expulsadas de la isla, estableciéndose en su lugar un “Comité para el Mantenimiento de la Paz”, dicho organismo ejerció como gobierno provisional en la isla.

## Resultados
|  | 99.72 % |

|  | 0.28 % |

|  | 100 % |

|  | 71.18 % |

## Consecuencias
Al conocerse la victoria, Ronald Webster proclamó la independencia formal de Anguila, estableciéndola como una república independiente.